# Tereza Mrdeža
Tereza Mrdeža (Pula, 14 november 1990) is een tennisspeelster uit Kroatië.
Ze begon op zevenjarige leeftijd met tennis. Haar favoriete ondergrond is gravel. Zij speelt rechtshandig en heeft een tweehandige backhand.
In 2015 kwalificeerde zij zich voor het US Open, haar eerste grandslamtoernooi.

## Posities op deWTA-ranglijst
Positie per einde seizoen:
| jaar | rang enkelspel | rang dubbelspel |
| ---- | -------------- | --------------- |
| 2007 | 784            | –               |
| 2008 | 619            | –               |
| 2009 | 301            | 524             |
| 2010 | 673            | 664             |
| 2011 | 318            | 435             |
| 2012 | 191            | 267             |
| 2013 | 182            | 873             |
| 2014 | 288            | 728             |
| 2015 | 184            | 649             |
| 2016 | 315            | 1062            |
| 2017 | 222            | 176             |
| 2018 | 208            | 301             |

## Resultaten grandslamtoernooien
| Legenda | Legenda                          |
| ------- | -------------------------------- |
| g.t.    | geen toernooi gehouden           |
| l.c.    | lagere categorie                 |
| –       | niet deelgenomen                 |
| G       | uitgeschakeld in de groepsfase   |
| 1R      | uitgeschakeld in de eerste ronde |
| 2R      | uitgeschakeld in de tweede ronde |
| 3R      | uitgeschakeld in de derde ronde  |
| 4R      | uitgeschakeld in de vierde ronde |
| KF      | uitgeschakeld in de kwartfinale  |
| HF      | uitgeschakeld in de halve finale |
| F       | de finale verloren               |
| W       | het toernooi gewonnen            |
| w-v     | winst/verlies-balans             |

### Enkelspel
| toernooi        | 2015 |
| --------------- | ---- |
| Australian Open | –    |
| Roland Garros   | –    |
| Wimbledon       | –    |
| US Open         | 1R   |